# Matthias Volz
Matthias Max Volz (ur. 4 maja 1910 w Schwabach, zm. 26 sierpnia 2004 w Spalt) – niemiecki gimnastyk, medalista olimpijski z Berlina.